# Michael Birkett, 2. Baron Birkett
Michael Birkett, 2. Baron Birkett (* 22. Oktober 1929 in London; † 3. April 2015) war ein britischer Peer, Filmproduzent, Theaterregisseur und Politiker.

## Leben und Karriere
Birkett wurde am 22. Oktober 1929 als Sohn von William Norman Birkett, 1. Baron Birkett, und Ruth Nilsson geboren. Er besuchte die Stowe School und die University of Cambridge.
Er erbte am 10. Februar 1962 den Titel des Baron Birkett. Birkett wurde in die Currier's Company aufgenommen, als Master zwischen 1975 und 1976.
Er verlor 1999 durch den House of Lords Act seinen Sitz im Oberhaus.

## Familie
Birkett war ab dem 13. Oktober 1960 in erster Ehe mit Junia Elliott verheiratet. Sie verstarb 1973. Er heiratete 1978 Gloria Taylor († 2001) und hat mit ihr einen Sohn, Thomas Birkett (* 1982).